# La Barben
La Barben ist eine französische Gemeinde mit 852 Einwohnern (Stand 1. Januar 2022) im Département Bouches-du-Rhône in der Region Provence-Alpes-Côte d’Azur.

## Geografie
Die Gemeinde liegt acht Kilometer östlich von Salon-de-Provence und 24 Kilometer nordwestlich von Aix-en-Provence am Fluss Touloubre und seinen Nebenflüssen Lavaldenan und Vallat de Boulery. Im Westen geht die Gemeinde in den Nachbarort Pélissanne über.
Nachbargemeinden sind Lambesc im Norden und Osten, Saint-Cannat und Éguilles (Berührungspunkt) im Südosten, Lançon-Provence im Süden und Pélissanne im Westen und Nordwesten.

## Sehenswürdigkeiten
- Schloss La Barben

## Wirtschaft und Infrastruktur
Die Gemeinde ist über Salon-de-Provence über die A7 nach Marseille und Avignon angebunden, die A54 verbindet sie mit Arles.
Auf dem Gemeindegebiet befindet sich der Zoo La Barben.

## Bevölkerungsentwicklung
| Jahr      | 1962 | 1968 | 1975 | 1982 | 1990 | 1999 | 2008 | 2017 | 2021 |
| Einwohner | 259  | 315  | 350  | 420  | 500  | 555  | 703  | 845  | 850  |